# Břetislav Bakala

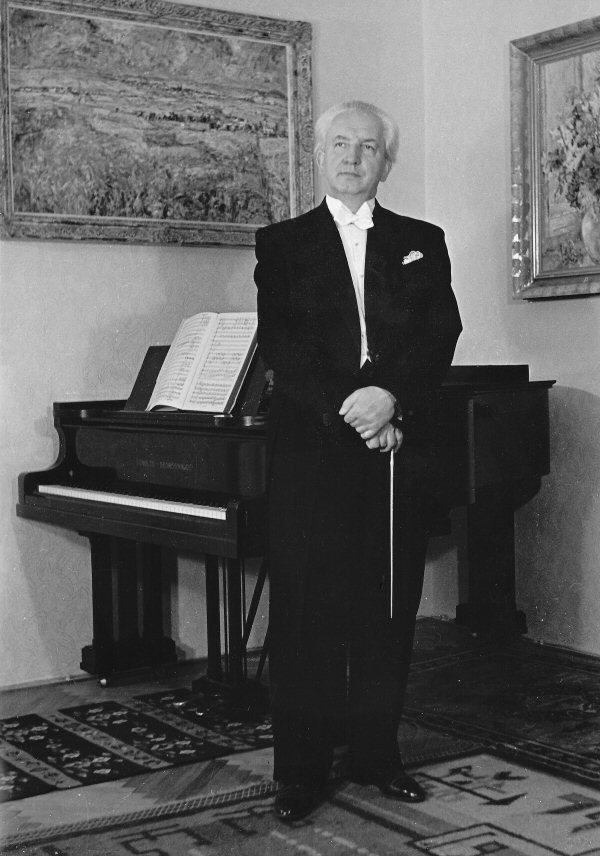
Břetislav Bakala doma u klavíru

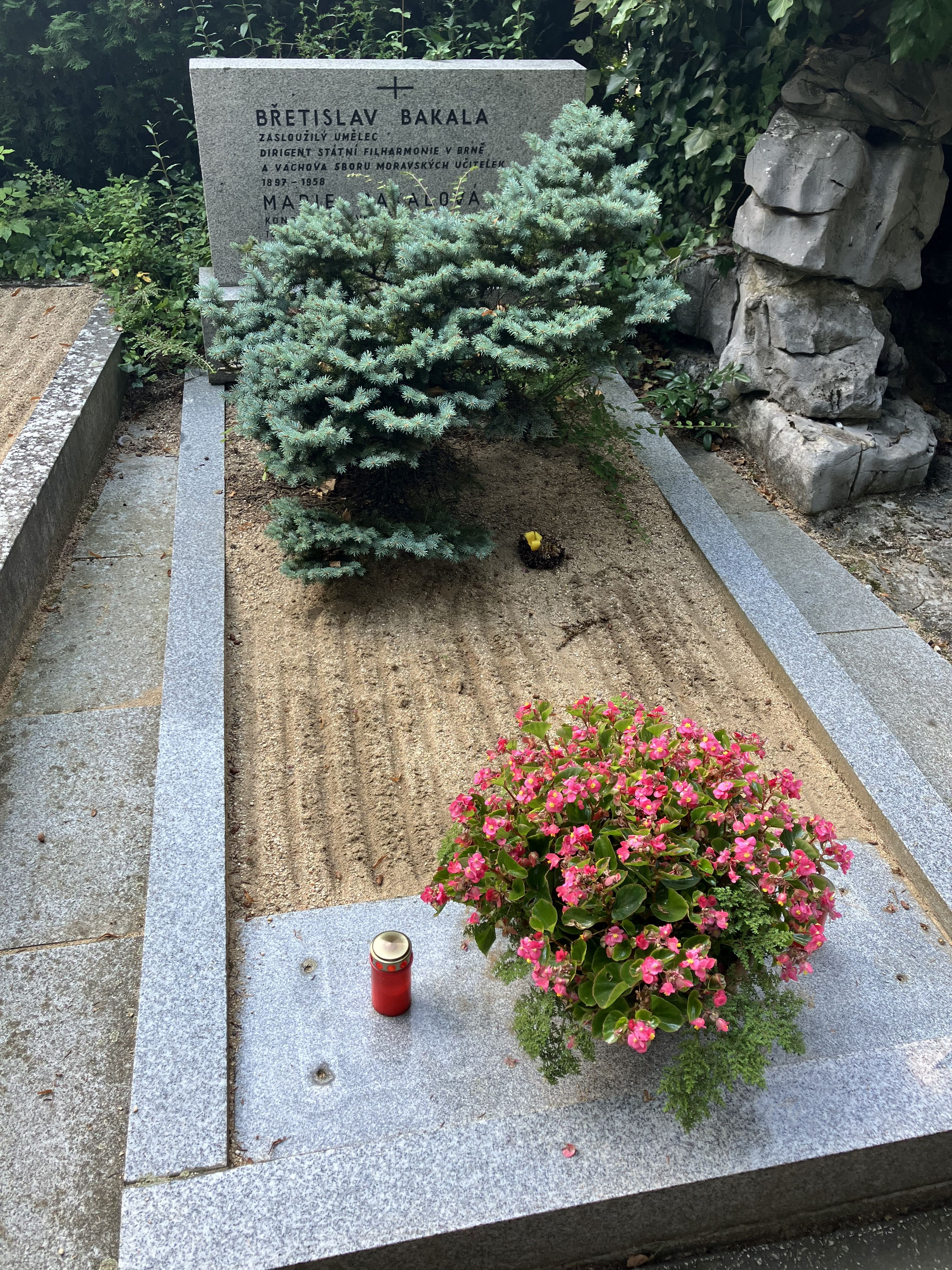
Hrob Břetislava Bakaly

Břetislav Bakala (12. února 1897 Fryšták – 1. dubna 1958 Brno) byl český dirigent a hudební skladatel.

## Život
Počátky svého vzdělání získal u svého otce. Po studiu na gymnáziu v Kroměříži a Brně byl přijat na brněnskou Varhanickou školu do třídy Leoše Janáčka, u něhož později studoval i skladbu na Mistrovské škole. S malou přestávkou v roce 1925 kdy byl varhaníkem katedrály ve Philadelphii, působil nepřetržitě řadu let u Národního divadla v Brně. Nejprve jako korepetitor a poté i jako dirigent orchestru.[zdroj?]
Od roku 1926 byl jmenován dirigentem Orchestru československého rozhlasu a dvanáct let poté se stal zakladatelem Symfonického orchestru v Brně, pozdější Státní filharmonie Brno.[zdroj?]
Břetislav Bakala byl oddaný Janáčkův žák, který velkou část jeho skladeb nahrál na gramofonové desky a taktéž fundovaně prováděl jejich úpravy. Je též autorem mnoha klavírních výtahů, ale i několika vlastních skladeb vycházejících z odkazu Leoše Janáčka, Josefa Suka a Vítězslava Nováka.[zdroj?]
Je pohřben na Ústředním hřbitově v Brně, Čestný kruh, sk. 25e/hr. 7-8.